# Vivian Cristina Lopes
Vivian Cristina Lopes (São Paulo, 7 de janeiro de 1976) é uma basquetebolista profissional brasileira.
Começou a jogar basquetebol no Centro Olímpico aos 11 anos e, aos 14 anos, recebeu convocação para as seleções paulista e brasileira. Devido a uma lesão, ficou quase dois anos sem treinar, até que a equipe de Santo André lhe ofereceu estrutura para se recuperar. Voltou a jogar em nível profissional aos 20 anos, após a quinta cirurgia no joelho.
Aos 24 anos foi novamente convocada para a seleção e, em 2002, passou por mais uma cirurgia, a sétima. Ainda assim, foi aos Jogos Pan-Americanos de 2003, em Santo Domingo, e conquistou a medalha de bronze. Participou dos Jogos Olímpicos de Atenas, em 2004, de onde voltou com a 4ª colocação e pronta para mais uma cirurgia no joelho.
Em 2005, deixou o Santo André e se transferiu para o Limpol/São Caetano, ficando por dois anos. Jogou, ainda, no São Bernardo e no Catanduva (SP), onde encerrou sua carreira de atleta e começou a cursar a faculdade de Educação Física.